# 185 Eunike
A 185 Eunike a Naprendszer kisbolygóövében található aszteroida. Christian Heinrich Friedrich Peters fedezte fel 1878. március 1-én.